# آدیساک کرایسورن
آدیساک کرایسورن (تایلندی: อดิศักดิ์ ไกรษร؛ زادهٔ ۱ فوریهٔ ۱۹۹۱) بازیکن فوتبال اهل تایلند است.
از باشگاه‌هایی که در آن بازی کرده‌است می‌توان به باشگاه فوتبال موانگتونگ یونایتد، و باشگاه فوتبال بوریرام یونایتد،اشاره کرد.
او همچنین در تیم‌های ملی فوتبال تیم ملی فوتبال تایلند و Thailand U19 و Thailand U23 بازی کرده‌است.
وی در مسابقات کشوری و بین‌المللی در مجموع برندهٔ ۱ مدال طلا شده‌است.